# Гаджиев, Альберт Имадутдинович
Альберт Имадутдинович Гаджиев (7 марта 1936, Буйнакск, Дагестанская АССР, РСФСР, СССР — 8 октября 2010, Махачкала, Дагестан, Россия) — советский флотоводец, подводник, контр-адмирал (1984).

## Биография
Родился 7 марта 1936 года в городе Буйнакске (ныне Дагестан) в многодетной семье. Младший брат Героя Советского Союза Магомета Гаджиева и Булача Гаджиева. По национальности — аварец (по другой версии — даргинец). В 1953 году окончил Буйнакске среднюю школу № 1 имени В. И. Ленина.
В 1955 году поступил в Киевское высшее военно-морское политическое училище . В 1957 году переведен в Ленинградское военно-морское политическое училище имени А. А. Жданова. Впоследствии окончил Военно-политическую академию имени В. И. Ленина.
В 1958 году начал военную службу в отдельной бригаде подводных лодок Тихоокеанского флота. Занимал должности заместителя по политчасти командира подводной лодки, заместителя начальника политотдела дивизии крейсерских подводных лодок Краснознаменного Северного флота, заместителя начальника политотдела Каспийского высшего военно-морского Краснознаменного училища имени С. М. Кирова в городе Баку (Азербайджанская ССР), Первого заместителя начальника политотдела Краснознаменной Каспийской флотилии. С июля 1982 и до выхода в запас в 1987 году — начальник политотдела, заместитель по политчасти командира воинской части кораблей стратегического базирования Балтийского флота. 
В 1984 году А. И. Гаджиеву было присвоено воинское звание «контр-адмирала».
После выхода в отставку он работал советником министра по делам молодежи и туризма РД.
Умер 8 октября 2010.

## Награды
Награждён орденом «За службу Родине в Вооруженных Силах СССР» 3-й степени и медалями .
Также награждён нагрудными знаками «Ветеран Северного флота», «Ветеран Тихоокеанского флота» и «Ветеран-подводник».